# Padulai karthauzi kolostor
A padulai San Lorenzo Olaszország második legnagyobb kolostora a parmai után. Campaniában, Salerno megyében, Padulától kissé délnyugatra helyezkedik el. Belső területét 1998-ban az UNESCO világörökség részévé nyilvánították.

## Története
A kolostort a 14. század elején, pontosabban 1306. május 27-én alapította majd a spanyolországi Escorial kolostora mintájára építtette Tommaso Sanseverino, a padulai Marsico grófja. Maguk az építkezési munkálatok 450 évig tartottak és a 19. századig nyúltak. Az óriási épület (51 500 m² terület, ebből 30 000 van beépítve, 320 szobával és csarnokkal) körvonala azt a hússütőrácsot idézi fel, amelyen Szent Lőrincet elevenen megégették.

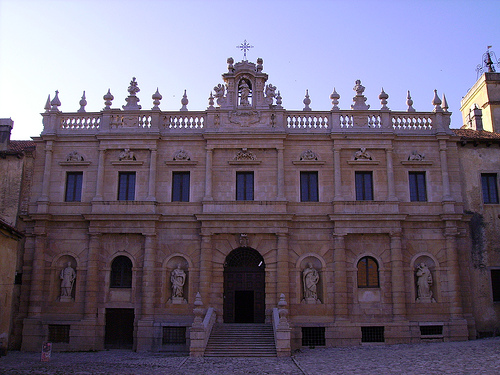
A belső homlokzat

A szigorú karthauzi szabályok szerint a kolostor elmélkedéseknek és munkának adott helyet. Ezen gyakorlatoknak külön helyiségek voltak kinevezve: egyrészt a békés klastromok, a finom Vietri sul Mare-i kerámiával padlózott könyvtár, a berakásos márvány munkával ellátott kápolnák, a kolostor gyümölcsöskertjei, másrészt a nagy konyha, ahol a legendás, 1000 tojásból készült omlettet szolgálták fel V. Károlynak, a pincék nagy boroshordókkal, a mosókonyha, és az óriási kertek, ahol emberek dolgoztak az istállókban, a kemencéknél, és az olajbogyóprésnél. A kertek hasznot hajtó tevékenységeknek adtak helyet, valamint a szerzeteseknek itt nyílt lehetőségük a külvilággal folytatott cserekereskedelemre.
A 17. századi, sokáig jelentős könyvtár feljárataként egy különleges építmény szolgált, amely a legkiválóbb márványból készült, kétoldalt csigalépcsővel.
A belső udvar 60 000 látogatónak szolgálhat hellyel. A keresztfolyosót, amely mintegy 12 000 m² területű, 84 csarnok veszi körbe. A kolostor minden szerzetese rendelkezett két magánszobával és egy előszobával, saját bejárattal a kolostor kertjébe. Ez utóbbi kutak és virágágyak révén a barokk ízlést közvetíti. Napóleon katonái a 19. században számos műtárgyat elraboltak innen, amelyeket ma már csak a Louvre-ban lehet látni. Viszont a padulai könyvtárban maradtak fenn megtekintésre érdemes darabok.
Az első világháború idején, 1915-től hadifogolytábor létesült a kolostor területén, amelyet osztrák–magyar foglyokkal építtettek fel, és 3000 fő befogadására volt alkalmas. A tábor életéről 43 fénykép maradt fenn.